# Wafa Al-Udaini
Wafa Al-Udaini, en arabe : وفاء العديني, est une militante et une journaliste indépendante palestinienne. Elle est tuée le 30 septembre 2024, avec sa famille, par une frappe aérienne israélienne sur sa maison à Deir el-Balah, dans la bande de Gaza.

## Biographie
Wafa Al-Udaini est née en 1985 à Deir Al-Balah, dans la bande de Gaza sous occupation israélienne. Elle fréquente l'université al-Aqsa de Gaza où elle se spécialise en langue anglaise, avec l'intention de devenir enseignante et traductrice,.
Après avoir obtenu son diplôme, Wafa Al-Udaini entame une carrière dans le journalisme, effectuant ses premiers reportages à Gaza lors des invasions de 2008, puis de 2014-2015 (au cours desquelles sa maison a été détruite) ainsi que celle de 2023, au cours de laquelle elle et sa famille sont déplacées à trois reprises.  En 2009, elle créé le groupe de médias 16 October, où elle encadre de jeunes professionnels des médias gazaouis,.
En 2018, elle commence à faire des reportages pour The Palestine Chronicle. Wafa Al-Udaini fait des reportages sur les conditions de vie à Gaza et elle travaille avec plusieurs organes de presse anglophones, dont The Guardian et Middle East Monitor (en),.
En 2023, elle fait savoir à son entourage qu'elle reçoit des menaces suite à un entretien avec un journaliste britannique particulièrement hostile et la reprise par les médias israéliens. Elle finit par s'installer dans une ville située à l'extérieur de Deir al-Balah, où elle et son mari ont construit une maison à deux étages.
Le 7 août 2024, elle publie son dernier article, dans lequel elle s'indigne de la mort deux journalistes d'Al-Jazira, Ismael Alghoul et Rami Alrifi, tués par une frappe de drone israélienne alors qu'ils se trouvaient dans une voiture portant l'inscription « PRESSE ».
Le 29 septembre 2024, un peu plus d'un mois plus tard, Wafa Al-Udaini est tuée avec son mari et deux de ses enfants, leur fille de 5 ans, Balsam et leur fils de 7 mois, Tamim. Sa maison est visée par une frappe aérienne israélienne. Elle devient la 174e journaliste tuée dans la bande de Gaza depuis octobre 2023,,. On ne sait pas où se trouvent ses deux autres enfants Malek et Siraj.